# Stanley Cup 1984
La finale della Stanley Cup 1984 è stata una serie al meglio delle sette gare che ha determinato il campione della National Hockey League per la stagione 1983-84. Al termine dei playoff i New York Islanders, campioni della Prince of Wales Conference, si sfidarono contro gli Edmonton Oilers, campioni nella Clarence S. Campbell Conference. Gli Islanders nella serie finale di Stanley Cup usufruirono del fattore campo nonostante il minor numero di punti ottenuti nella stagione regolare, 104 punti contro i 119 degli Oilers. La serie iniziò il 10 maggio e finì il 19 maggio con la conquista della Stanley Cup da parte degli Oilers per 4 a 1.
Questa fu la seconda finale consecutiva fra le due franchigie, evento che non si sarebbe più ripetuto fino al 2009 con la rivincita fra Pittsburgh Penguins e Detroit Red Wings. Grazie al primo successo nella loro storia gli Oilers furono la prima squadra proveniente dalla World Hockey Association capace di vincere la Stanley Cup, mentre gli Islanders fallirono la conquista del quinto titolo consecutivo, terminando a 19 la striscia record di serie vinte consecutivamente nei playoff della NHL. Per la prima volta, seguita solo dalla finale del 1985, la serie fu disputata con il formato 2-3-2, già adottato allora dalla NBA e dalla MLB.
Al termine della serie l'attaccante canadese Mark Messier fu premiato con il Conn Smythe Trophy, trofeo assegnato al miglior giocatore dei playoff.

## Contendenti

### New York Islanders
I New York Islanders conclusero la stagione regolare al primo posto nella Patrick Division con 104 punti. Al primo turno superarono per 3-2 i rivali dei New York Rangers, mentre in finale di Division sconfissero i Washington Capitals per 4-1. Nella finale della Conference affrontarono i vincitori della Adams Division dei Montreal Canadiens e li superarono per 4-2.

### Edmonton Oilers
Gli Edmonton Oilers conclusero la stagione regolare in prima posizione nella Smythe Division con 119 punti, conquistando inoltre il Presidents' Trophy. Al primo turno sconfissero i Winnipeg Jets per 3-0, mentre in finale di Division superarono per 4-3 i Calgary Flames. In finale di Conference sconfissero per 4-0 i campioni della Norris Division, i Minnesota North Stars.

## Serie

### Gara 1
| Uniondale 10 maggio 1984                           | Edmonton Oilers | 1 – 0 (0-0; 0-0; 1-0) referto | New York Islanders | Nassau Coliseum (15.861 spett.) |
| \| \| \| \| \| McClelland 41:55 \| Marcatori \| \| |                 |                               |                    |                                 |
|                                                    |                 |                               |                    |                                 |
| McClelland 41:55                                   | Marcatori       |                               |                    |                                 |

### Gara 2
| Uniondale 12 maggio 1984                                                                                      | Edmonton Oilers | 1 – 6 (1-3; 0-2; 0-1) referto                                   | New York Islanders | Nassau Coliseum (15.861 spett.) |
| \| \| \| \| \| Gregg 15:06 \| Marcatori \| 00:53, 24:52 Trottier 05:48 Gilbert 18:31, 36:48, 57:04 Gillies \| |                 |                                                                 |                    |                                 |
| |                 |                                                                 |                    |                                 |
| Gregg 15:06                                                                                                   | Marcatori       | 00:53, 24:52 Trottier 05:48 Gilbert 18:31, 36:48, 57:04 Gillies |                    |                                 |

### Gara 3
| Edmonton 15 maggio 1984 | New York Islanders | 2 – 7 (1-1; 1-3; 0-3) referto                                                              | Edmonton Oilers | Northlands Coliseum (17.498 spett.) |
| \| \| \| \| \| Gillies 01:32, 22:54 \| Marcatori \| 13:49 Lowe 28:38, 45:32 Messier 39:12 Anderson 39:29 Coffey 45:52 McClelland 49:41 Semenko \| |                    |                                                                                            |                 |                                     |
| |                    |                                                                                            |                 |                                     |
| Gillies 01:32, 22:54 | Marcatori          | 13:49 Lowe 28:38, 45:32 Messier 39:12 Anderson 39:29 Coffey 45:52 McClelland 49:41 Semenko |                 |                                     |

### Gara 4
| Edmonton 17 maggio 1984 | New York Islanders | 2 – 7 (1-3; 1-3; 0-1) referto                                                         | Edmonton Oilers | Northlands Coliseum (17.498 spett.) |
| \| \| \| \| \| Sutter 14:03 Flatley 39:44 \| Marcatori \| 01:53, 54:01 Gretzky 03:22, 25:21 Lindström 17:54 Messier 26:58 Conacher 30:52 Coffey \| |                    |                                                                                       |                 |                                     |
| |                    |                                                                                       |                 |                                     |
| Sutter 14:03 Flatley 39:44 | Marcatori          | 01:53, 54:01 Gretzky 03:22, 25:21 Lindström 17:54 Messier 26:58 Conacher 30:52 Coffey |                 |                                     |

### Gara 5
| Edmonton 19 maggio 1984                                                                                                | New York Islanders | 2 – 5 (0-2; 0-2; 2-1) referto                                | Edmonton Oilers | Northlands Coliseum (17.498 spett.) |
| \| \| \| \| \| LaFontaine 40:13, 40:35 \| Marcatori \| 12:08, 17:26 Gretzky 20:38 Linseman 24:19 Kurri 59:47 Lumley \| |                    |                                                              |                 |                                     |
| |                    |                                                              |                 |                                     |
| LaFontaine 40:13, 40:35                                                                                                | Marcatori          | 12:08, 17:26 Gretzky 20:38 Linseman 24:19 Kurri 59:47 Lumley |                 |                                     |

## Roster dei vincitori
| Vincitori della Stanley Cup 1984 Edmonton Oilers | Portieri: Grant Fuhr, Mike Zanier, Andy Moog Difensori: Lee Fogolin, Kevin Lowe, Paul Coffey, Randy Gregg, Charlie Huddy, Don Jackson Attaccanti: Glenn Anderson, Jaroslav Pouzar, Mark Messier, Dave Hunter, Ken Linseman, Pat Conacher, Pat Hughes, Jari Kurri, Willy Lindström, Dave Lumley, Kevin McClelland, Dave Semenko, Wayne Gretzky (C) Staff Tecnico: Glen Sather (Allenatore), John Muckler (Ass. allenatore), Ted Green (Ass. allenatore) |